# Á Bao A Qou

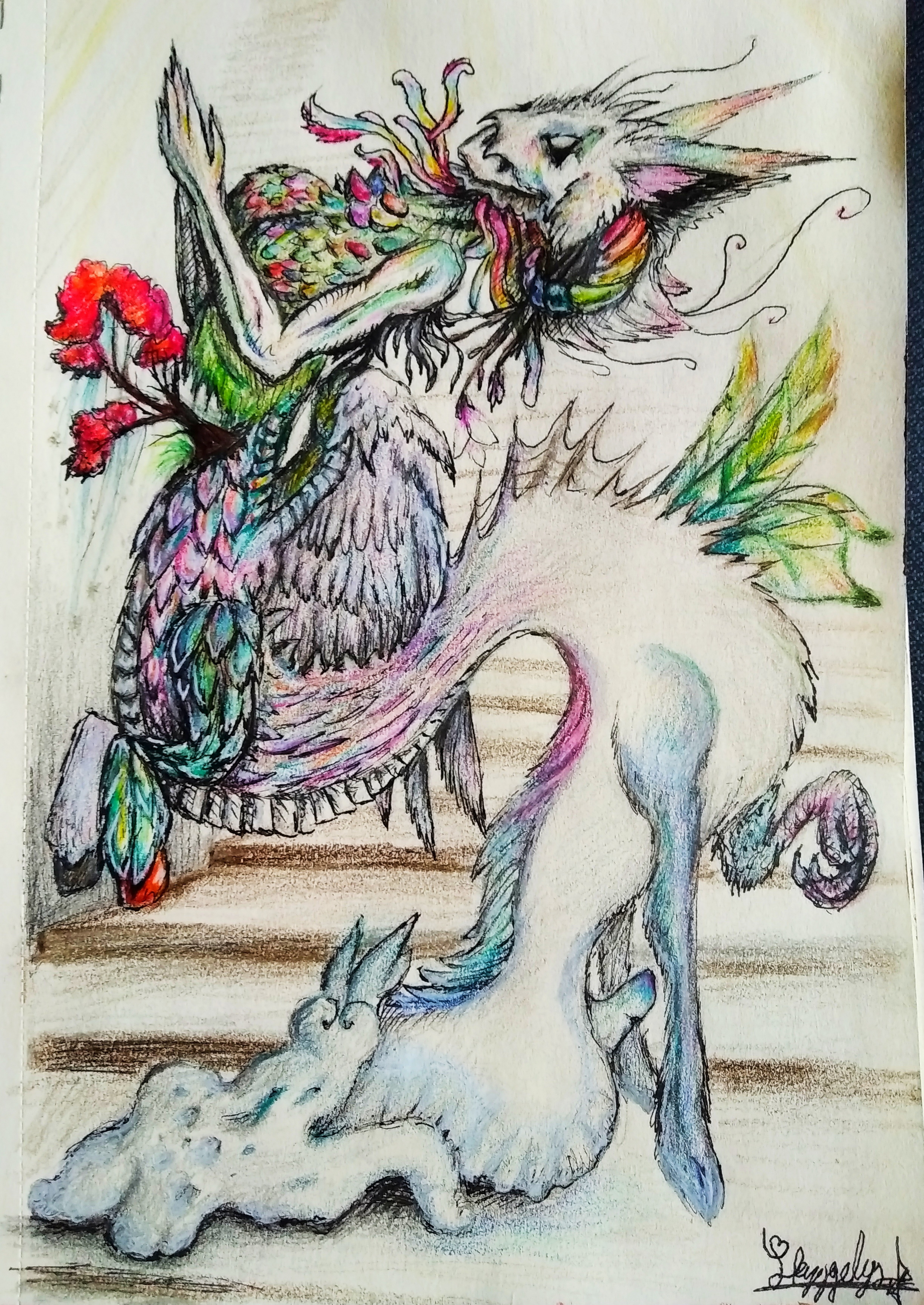
Interprétation artistique d'A Boa A Qou

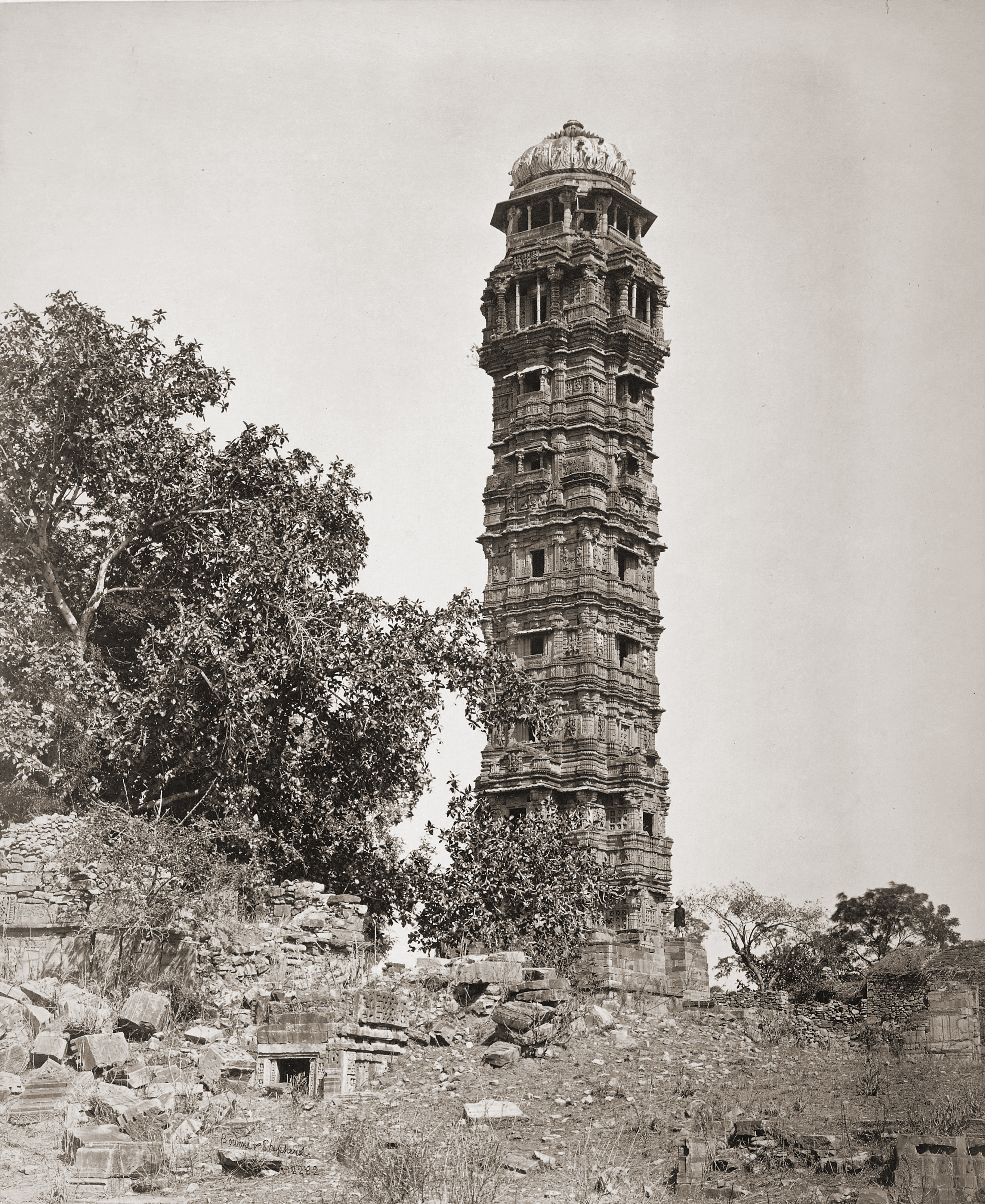
La Tour de la Victoire de Chittorgarh, photo de 1872.

L'Á Bao A Qou est une créature mentionnée par Jorge Luis Borges dans Le Livre des êtres imaginaires. Selon lui, elle apparaît dans une note d'une version des Mille et Une Nuits de Richard Francis Burton, ou, dans d'autres éditions, dans un appendice du livre fictif On Malay Witchcraft (1937) de C.C. Iturvuru.

## Description selon Borges
Selon Borges, l'Á Bao A Qou est une créature immatérielle vivant dans l'escalier de la Tour de la Victoire de Chitor (Chittorgarh, au sud du Rajasthan). Elle accompagne les pèlerins qui gravissent la tour, mais ne se matérialise que dans la mesure de leur évolution spirituelle et disparaît lorsque ceux-ci commencent à redescendre.
Borges ne décrit pas véritablement « son corps incomplet, sa couleur indéfinie et sa lumière vacillante », mais mentionne quelques détails qui peuvent apparaître comme le toucher de sa peau, sa plainte « imperceptible » et son absence d'yeux.